# 배제기
배제기(1986년 5월 15일 ~ )는 대한민국의 배우이다. 그는 12사단 37연대 3대대 윤길병대대에서 군복무를 했다.

## 출신 학교
- 동국대학교

## 출연작

### 영화
- 《내일의 기억》 (2021년) - 사채업자 역
- 《자산어보》 (2021년) - 주민 1 역
- 《잔칫날》 (2020년) - 경만 친구 동현 역 (카메오)
- 《사냥의 시간》 (2020년) - 태근 역
- 《첫잔처럼》 (2019년) - 터프가이 역
- 《천문: 하늘에 묻는다》 (2019년) - 어명 병사 역
- 《변산》 (2018년) - 상렬 역
- 《군함도》 (2017년) - 춘뱅이 역
- 《박열》 (2017년) - 최규종 역
- 《성실한 나라의 앨리스》 (2015년) - 조 형사 역
- 《베테랑》 (2015년) - 중국집 배달원 역
- 《우리는 형제입니다》 (2014년) - 여수터미널 직원 역
- 《신촌좀비만화》 (2014년) - 일행 2 역
- 《마이 라띠마》 (2013년) - 아킬레스 역
- 《환상속의 그대》 (2013년) - 조승연 역
- 《시선 너머》 (2011년) - 제기 역
- 《파수꾼》 (2011년) - 재호 역
- 《나의 불행에는 이유가 있다》 (2010년)

### 드라마
- 《사냥개들》 (2023년, 넷플릭스) - 양재명 역
- 《진검승부》 (2022년, KBS2) - 정재훈 역
- 《옷소매 붉은 끝동》 (2021년~2022년, MBC) - 홍은부위 정재화 역
- 《비밀의 숲 2》 (2020년, tvN) - 구준성 역
- 《보이스 3》 (2019년, OCN) - 추동구 역
- 《드라마 스테이지 - 밀어서 감옥 해제》 (2018년, tvN)
- 《파수꾼》 (2017년, MBC) - 최명훈 역
- 《투윅스》 (2013년, MBC) - 조대룡 역
- 《오늘만 같아라》 (2011년, MBC) - 김세훈 역